# Макарьевский сельсовет (Солтонский район)
Макарьевский сельсовет — муниципальное образование со статусом сельского поселения и административно-территориальное образование в Солтонском районе Алтайского края России. Административный центр — село Макарьевка.

## Демография
По результатам Всероссийской переписи населения 2010 года, численность населения муниципального образования составила 673 человека, в том числе 355 мужчин и 318 женщин. Оценка Росстата на 1 января 2012 года — 650 человек.

## Населённые пункты
В состав сельского поселения входит 4 населённых пункта:
- село Афонино,
- село Излап,
- село Каракан,
- село Макарьевка.

Ирбинка — упразднённый в 1983 году посёлок.